# 룸펜 프롤레타리아
룸펜 프롤레타리아트(독일어: Lumpenproletariat)는 카를 마르크스가 처음 사용한 용어이며 자본주의 사회에서 비정상적 일용직 노동에 관여하는 최하층 노동자이면서 반동적 음모에 가담하는 계급을 지칭하는 멸칭 용어이며 유랑무산계급이라고도 한다. 그 계급에 속하는 개인은 룸펜 프롤레타리아(독일어: Lumpenproletarier)이다. 오늘날에는 '실업자'와 유사한 뜻으로 알려져있지만 엄밀히 따지면, 처음부터 실업자를 지칭해서 만들어진 용어는 아니다.

## 개요
칼 마르크스는 자신의 혁명 저서 《공산당선언》와 《루이 보나파르트의 브뤼메르 18일》에서 룸펜 프롤레타리아를 "구체제에서 수동적인 자본주의 부패분자들은 때때로 프롤레타리아 혁명에 참가하기도 하지만, 그들은 자신의 금전적 욕구 때문에 최후의 수단으로는 프롤레타리아 혁명을 방해하고, 반혁명 음모에 매수될 것이다."라고 정의했다. 19세기 전반 유럽은 절대군주제가 붕괴하면서 기존의 정치·사회적 신분 질서와 그와 관련된 법제도는 사라졌지만, 분명히 무분별한 사유재산의 축적 방식이 존재함으로써 소유의 관념은 충분히 확립되어있지 못했다. 따라서 그 무렵 유럽에서는 무법자와 유랑자적 노동자가 존재하기 마련이었다. 이들은 대체로 부르주아에 고용되어 경호원 노릇을 하는 용병, 사창가에서 근무하는 매춘부 그리고 상인과 노동자의 사유재산을 강탈하는 도적(오늘날 조직폭력배와 같은), 범죄자로 구성되어있는 집단이었다. 그리고 마르크스주의에서 거기에 "최하층 일용직 노동에 종사하면서도 부르주아의 반혁명 음모에 가담하는 자"를 추가로 하여 그들을 '룸펜 프롤레타리아'라고 정의했다. 그리고 카를 마르크스는 룸펜 프롤레타리아를 양성하는 자본주의 체제를 전복할 것을 《공산당선언》에서 요구했다. 후에 마르크스주의를 제국주의가 보편화되던 시절에 맞게 재창조한 블라디미르 레닌은 자신의 독자적인 공산주의 사상에서 룸펜 프롤레타리아가 속출하지 못하도록, 강력한 사회주의 문화를 추구해야 한다고 주장했다.
'룸펜 프롤레타리아트'의 정의는 시기에 따라 달라졌다. 카를 마르크스는 룸펜 프롤레타리아를 1850년 더 넓은 의미로 정의하여, 그의 저서 《프랑스의 계급 투쟁》에서 "정상적인 생산 활동을 하지 못하고, 타인을 속여 부유한 자가 되고 싶다는 생각을 가진 모든 무산 계급"라고 넓게 정했다. 이후에도 카를 마르크스의 저서에는 룸펜 프롤레타리아에 관한 분노가 서려져 있었다. 카를 마르크스는 이 룸펜 프롤레타리아들이 결정적으로는 프롤레타리아 혁명에 관심이 없고, 오직 돈에 의해 움직이는 부패한 존재라고 주장했다. 그러나 미하일 바쿠닌은 이 '룸펜 프롤레타리아'들도 하층민에 속하고, 부르주아 문화에 회의하기 때문에 궁극적으로는 프롤레타리아 혁명 분자에서 중요한 자리매김을 할 주체라고도 묘사했다.

### 현대 사회에서의 의미
현대 사회에서 룸펜 프롤레타리아트의 의미는 '노동'을 할 마음이 상실된 상태의 부랑자를 뜻하거나, 노동에 종사하면서도, 황금만능주의에 절어 반혁명적 음모에 참가하는 무리를 가리킬 때도 사용된다. 카를 마르크스는 이들이 '실업자'가 아니라고 주장한다. 실업자는 노동에 종사하길 희망하지만, 이들은 노동에 종사할 생각이 없기 때문이다. 일부 학자들은 자본주의 체제가 유지되는 한 분명히 룸펜 프롤레타리아는 존재한다고 본다. 룸펜 프롤레타리아들은 역사적으로 전국 각지에서 프롤레타리아 혁명을 방해해왔고 때때로는 극우 파시즘 세력에 동조하기도 하였다.

## 같이 보기
- 프롤레타리아
- 부르주아
- 룸펜 부르주아지
- 공산당선언
- 지하경제
- 하층민
- 룸펜 부르주아
- 프레카리아트
- 고용없는 성장 & 고용감소 성장
- 청년 실업
- 니트족
- 700유로 세대(700-euros generation) - 2007년 그리스에서 시작되어 남유럽 지역을 중심으로 확대
- 히키코모리
- 88만 원 세대
- N포세대 & 삼포세대
- 탕핑족
- 1000 유로 세대(영어판) - 이탈리아 영화 (2009년)

## 관련 서적
- 《영국 노동자계급의 상태》(프리드리히 엥겔스 저)
- 《공산당선언》(카를 마르크스 저)
- 《자본》(카를 마르크스, 프리드리히 엥겔스 공동 저)
- 《프랑스의 계급 투쟁》(카를 마르크스 저)
- 《루이 보나파르트의 브뤼메르 18일》(카를 마르크스 저)